# Jonathan Dee
Jonathan Dee (New York, 19 maggio 1962) è uno scrittore statunitense.

## Biografia
Nato nel 1962 a New York, si è laureato all'Università Yale.
A partire dal suo esordio nel 1990 con The Lover of History ha pubblicato altri sei romanzi ed è stato finalista nel 2011 al Premio Pulitzer per la narrativa con il pluripremiato I privilegiati, prima opera tradotta in italiano. Nel 2019 è stato tradotto anche il romanzo I provinciali. 
Insegnante di scrittura creativa presso Columbia University, The New School e Queens University of Charlotte, suoi articoli e recensioni sono apparsi su The New York Times Magazine, Harper's Magazine e The Paris Review.

## Vita privata
Vive e lavora a Syracuse, New York, con la moglie, la scrittrice Dana Spiotta, e la figlia Agnes avuta da una precedente relazione.

## Opere

### Romanzi
- The Lover of History (1990)
- The Liberty Campaign (1993)
- St. Famous (1996)
- Palladio (2002)
- I privilegiati (The Privileges), Vicenza, Neri Pozza, 2010 traduzione di Stefano Bortolussi ISBN 978-88-545-0441-7.
- A Thousand Pardons (2013)
- I provinciali (The Locals, 2017), Roma, Fazi, 2019 traduzione di Stefano Bortolussi ISBN 978-88-93253-99-4.

## Premi e riconoscimenti
- Prix Fitzgerald: 2011 vincitore con I privilegiati
- St. Francis College Literary Prize: 2011 vincitore con I privilegiati
- Premio Pulitzer per la narrativa: 2011 finalista con I privilegiati
- Guggenheim Fellowship: 2011